# Трікомо
Трікомо (грец. Τρίκωμο; тур. Yeni İskele) — місто в північно-східній Месаорії на Кіпрі. Перебуває під фактичним контролем Північного Кіпру та є адміністративним центром округу Іскеле Північного Кіпру. У 1998 році місто отримало статус муніципалітету.

## Історія
До турецького вторгнення на Кіпр у 1974 році населення Трікомо майже повністю складалося з греків-кіпріотів, більшість з яких втекли під час конфлікту, а деякі з них пізніше були перевезені на південь. У 1974 році турки-кіпріоти з району Скала в Ларнаці оселилися в місті, давши йому нову назву (букв. "Новий Іскеле", пізніше скорочено до Іскеле).
Турецько-кіпрський муніципалітет Ларнаки, який був заснований у 1958 році, було перенесено до Трікомо в 1974 році.

## Культура
Турецько-кіпрський футбольний клуб Larnaka Gençler Birliği або İskele Gençlerbirliği Sports Club був заснований у 1934 році в Ларнаці, і станом на сезон 2018-19 виступає у чемпіонаті KTFF Süper Lig Північного Кіпру.
У Трікомо знаходиться церква Панагії Богородиці, де розміщено музей ікон та представлено рідкісні зразки середньовічного іконопису на Кіпрі. Церква складається з православної та католицької частин. Католицька частина була побудована в 12 столітті за часів Кіпрського королівства.
Місто також щорічно приймає фестиваль Іскеле, який проходить протягом десяти днів влітку. Це найстаріший щорічний фестиваль на Кіпрі, який вперше відбувся в Ларнаці в 1968 році. У 1974 році фестиваль було перенесено в Трікомо разом із переїздом Кіпру. Тут проходить міжнародний фестиваль народного танцю, концерти турецько-кіпрських музикантів і музикантів материкової частини Туреччини, різноманітні спортивні турніри, є різні продуктові кіоски та змагання, а також інші шоу та конкурси, що висвітлюють культурну спадщину міста.

## Міста-побратими
- Бейкоз[8]
- Бююкчекмедже[9]
- Фініке[10]
- Мамак[11]
- Пендік[12]
- Самсун[13]